# Pedro Díaz
Pedro Díaz Fanjul (Siero, 5 giugno 1998) è un calciatore spagnolo, centrocampista del Rayo Vallecano.

## Caratteristiche tecniche
È un centrocampista difensivo.

## Carriera
Cresciuto nel settore giovanile dello Sporting Gijón, debutta in prima squadra il 6 settembre 2017 giocando l'incontro di Segunda División vinto 1-0 contro il Reus.

## Statistiche
Statistiche aggiornate al 2 novembre 2023.

### Presenze e reti nei club
| Stagione                | Squadra                 | Campionato              | Campionato | Campionato | Coppe nazionali | Coppe nazionali | Coppe nazionali | Coppe continentali | Coppe continentali | Coppe continentali | Altre coppe | Altre coppe | Altre coppe | Totale | Totale | Totale |
| Stagione                | Squadra                 | Comp                    | Pres       | Reti       | Comp            | Pres            | Reti            | Comp               | Pres               | Reti               | Comp        | Pres        | Reti        | Pres   | Reti   |        |
| ----------------------- | ----------------------- | ----------------------- | ---------- | ---------- | --------------- | --------------- | --------------- | ------------------ | ------------------ | ------------------ | ----------- | ----------- | ----------- | ------ | ------ | ------ |
| 2014-2015               | Sporting Gijón B        | SDB                     | 5          | 0          |                 | -               | -               |                    | -                  | -                  |             | -           | -           | 5      | 0      |        |
| 2015-2016               | Sporting Gijón B        | SDB                     | 27         | 1          |                 | -               | -               |                    | -                  | -                  |             | -           | -           | 27     | 1      |        |
| 2016-2017               | Sporting Gijón B        | TD                      | 41         | 5          |                 | -               | -               |                    | -                  | -                  |             | -           | -           | 41     | 5      |        |
| 2017-2018               | Sporting Gijón B        | SDB                     | 35+4       | 1          |                 | -               | -               |                    | -                  | -                  |             | -           | -           | 39     | 1      |        |
| 2018-2019               | Sporting Gijón B        | SDB                     | 31         | 5          |                 | -               | -               |                    | -                  | -                  |             | -           | -           | 31     | 5      |        |
| Totale Sporting Gijón B | Totale Sporting Gijón B | Totale Sporting Gijón B | 143        | 12         |                 | -               | -               |                    | -                  | -                  |             | -           | -           | 143    | 12     |        |
| 2017-2018               | Sporting Gijón          | SD                      | 0          | 0          | CR              | 1               | 0               |                    | -                  | -                  |             | -           | -           | 1      | 0      |        |
| 2018-2019               | Sporting Gijón          | SD                      | 3          | 0          | CR              | 5               | 0               |                    | -                  | -                  |             | -           | -           | 8      | 0      |        |
| 2019-2020               | Sporting Gijón          | SD                      | 28         | 3          | CR              | 0               | 0               |                    | -                  | -                  |             | -           | -           | 28     | 3      |        |
| 2020-2021               | Sporting Gijón          | SD                      | 37         | 3          | CR              | 1               | 0               |                    | -                  | -                  |             | -           | -           | 38     | 3      |        |
| 2021-2022               | Sporting Gijón          | SD                      | 42         | 4          | CR              | 2               | 0               |                    | -                  | -                  |             | -           | -           | 44     | 4      |        |
| 2022-2023               | Sporting Gijón          | SD                      | 33         | 4          | CR              | 3               | 0               |                    | -                  | -                  |             | -           | -           | 36     | 4      |        |
| Totale Sporting Gijón   | Totale Sporting Gijón   | Totale Sporting Gijón   | 143        | 16         |                 | 12              | 0               |                    | -                  | -                  |             | -           | -           | 155    | 16     |        |
| 2023-2024               | Bordeaux                | L2                      | 12         | 1          | CF              | -               | -               |                    | -                  | -                  |             | -           | -           | 12     | 1      |        |
| Totale carriera         | Totale carriera         | Totale carriera         | 298        | 29         |                 | 12              | 0               |                    | -                  | -                  |             | -           | -           | 310    | 29     |        |